# If I Tell You I Have to Kill You
If I Tell You I Have to Kill You es una película estadounidense de drama, suspenso y misterio de 2015, dirigida y escrita por Kennedy Goldsby, en la fotografía estuvo John L. Demps Jr. y los protagonistas son Obba Babatundé, Tom Sizemore y Keith David, entre otros. Este largometraje fue producido por Goodness Films y se estrenó el 20 de octubre de 2015.

## Sinopsis
Este largometraje trata acerca de un profesor de estudios religiosos que se ve forzado a averiguar sobre los recientes homicidios de sus estudiantes.